# Andrzej Jackiewicz
Andrzej Jackiewicz (ur. 11 września 1930 w Puławach, zm. 6 stycznia 2019 tamże) – polski lekkoatleta, specjalizujący się w biegach średniodystansowych.
Był absolwentem Akademii Wychowania Fizycznego w Warszawie (1954 - dyplom I stopnia, 1976 - studia magisterskie), następnie pracował jako nauczyciel w Puławach. Od 1980 był działaczem NSZZ „Solidarność”, członkiem zarządu Oddziału NSZZ  „Solidarność” Ziemia Puławska, w latach 1990-1998 radnym Rady Miejskiej w Puławach. 

## Osiągnięcia
- Mistrzostwa Polski seniorów w lekkoatletyce
  - Warszawa 1951 – brązowy medal w biegu na 800 m
  - Wrocław 1952 – srebrny medal w sztafecie 4 × 400 m

- Halowe mistrzostwa Polski seniorów w lekkoatletyce
  - Przemyśl 1950 – brązowy medal w biegu na 800 m
  - Poznań 1951 – srebrny medal w biegu na 800 m